# Dzsalílí Fádílí
Dzsalílí Fádílí (arabul: جلیلی فضیلی); (Mohammedia, 1941. február 1. vagy 1940 –) marokkói válogatott labdarúgó.

## Pályafutása

### Klubcsapatban
A FAR Rabat csapatában játszott.

### A válogatottban
A marokkói válogatott tagjaként részt vett az 1970-es világbajnokságon. A Peru és a Bulgária elleni csoportmérkőzéseken pályára lépett.

## Külső hivatkozások
- Dzsalílí Fádílí – a FIFA adatbázisában
- Dzsalílí Fádílí adatlapja a worldfootball.net oldalon (angolul)